# STS-30
STS-30 (ang. Space Transportation System) – czwarty lot amerykańskiego wahadłowca kosmicznego Atlantis i dwudziesta dziewiąta misja programu lotów wahadłowców. Głównym celem misji było wyniesienie na orbitę sondy kosmicznej Magellan przeznaczonej do badania planety Wenus. Odznaka misji przedstawia karawelę Magellana, tor lotu na Wenus i nazwiska astronautów.

## Załoga
źródło
- David M. Walker (2)*, dowódca (CDR)
- Ronald Grabe (2), pilot (PLT)
- Norman Thagard (3), specjalista misji 1 (MS1)
- Mary Cleave (2), specjalista misji 2 (MS2)
- Mark C. Lee (1), specjalista misji 3 (MS3)

*(liczba w nawiasie oznacza liczbę lotów odbytych przez każdego z astronautów)

## Parametry misji
- Masa:
  - startowa orbitera: 118 441 kg
  - lądującego orbitera: 87 296 kg
  - ładunku: 20 833 kg
- Perygeum: 361 km
- Apogeum: 366 km
- Inklinacja: 28,9°
- Okres orbitalny: 91,8 min

## Cel misji
Wysłanie z pokładu wahadłowca międzyplanetarnej sondy Magellan, która udała się w kierunku Wenus, gdzie przez cztery lata wykonywała mapę powierzchni planety przy pomocy pokładowego radaru skanującego.

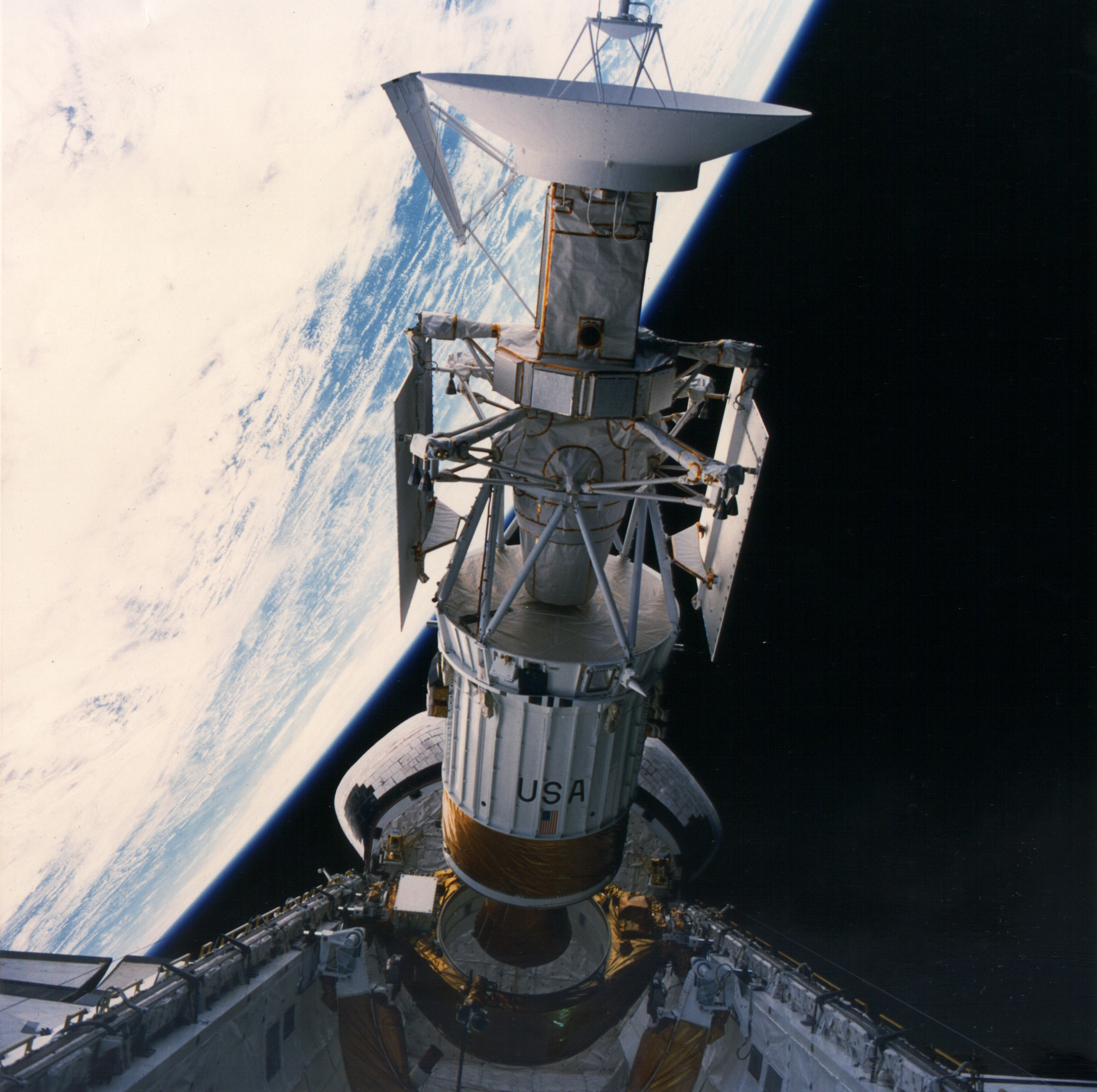
Sonda Magellan z członem rakietowym IUS opuszcza ładownię wahadłowca